# IC 1745
IC 1745 је спирална галаксија у сазвјежђу Кит која се налази на листи објеката дубоког неба у Индекс каталогу.
Деклинација објекта је - 16° 40' 9" а ректасцензија 1h 52m 59,0s. Привидна величина (магнитуда) објекта IC 1745 износи 15,4 а фотографска магнитуда 16,2. IC 1745 је још познат и под ознакама NPM1G -16.0071, PGC 174317.